# Антті Пільстрем
Антті Сакарі Пільстрем (фін. Antti Sakari Pihlström; 22 жовтня 1984, м. Вантаа, Фінляндія) — фінський хокеїст, лівий/правий нападник. Виступає за ЦСКА у Континентальній хокейній лізі.
Вихованець хокейної школи в місті Вантаа. Виступав за «Еспоо Блюз», СайПа (Лаппеенранта), ГПК (Гямеенлінна), «Нашвілл Предаторс», «Мілвокі Адміралс» (АХЛ), «Фер'єстад» (Карлстад), ЮІП (Ювяскюля), «Салават Юлаєв» (Уфа).
В чемпіонатах НХЛ — 54 матчі (2+5). В чемпіонатах Фінляндії — 310 матчів (71+84), у плей-оф — 50 матчів (9+12). В чемпіонатах Швеції — 43 матчі (4+6). 
У складі національної збірної Фінляндії учасник зимових Олімпійських ігор 2014 (5 матчів, 0+0), учасник чемпіонатів світу 2008, 2010, 2011, 2012, 2013 і 2015 (51 матч, 10+6). 
Досягнення
- Бронзовий призер зимових Олімпійських ігор (2014)
- Чемпіон світу (2011), бронзовий призер (2008)
- Бронзовий призер чемпіонату Фінляндії (2007, 2010).